# Хутор-Хмельная
Хутор-Хмельная (укр. Хутір-Хмільна) — село в Каневском районе Черкасской области Украины.
Население по переписи 2001 года составляло 337 человек. Почтовый индекс — 19026. Телефонный код — 4736.

## Местный совет
19026, Черкасская обл., Каневский р-н, с. Хмельная